# Friedrich Ludwig Schröder
Friedrich Ludwig Schröder (Schwerin, 3 novembre 1744 – Rellingen, 3 settembre 1816) è stato un attore teatrale, drammaturgo e massone tedesco.

## Biografia
Nacque a Schwerin. Poco dopo della sua nascita, la madre, Sophie Charlotte Bierreichel (1714-1792), si separò dal marito, e, unì una compagnia teatrale, facendo un tour, con successo, in Polonia e in Russia. In seguito si sposò con Konrad Ernst Ackermann dal quale i due si stabilirono ad Amburgo. Schröder molto presto ebbe un notevole talento, ma la sua infanzia lo rese così infelice, a causa della separazione dei genitori.
Nel 1759, diventò un abile attore. Nel 1764 apparse nella società del patrigno ad Amburgo, facendo la parte da protagonista nelle commedie; ma tuttavia, lo fece per poco, perché gli diedero un ruolo da protagonista nel campo drammatico, in cui divenne anche famoso. Tra i ruoli che fece vi erano: Amleto, Re Lear e Filippo in Don Carlo dello scrittore Schiller.
Dopo la morte del suo patrigno, avvenuto nel 1771, Schröder e sua madre assunsero loro la gestione del teatro, dal quale incominciò anche a scrivere testi per il teatro, in lingua inglese, facendo il suo primo successo con la commedia Die Arglistige. Nel 1780 lasciò Amburgo, e dopo un tour con la moglie, Anna Christina Hart, un'ex allieva, accettò il ruolo presso il Teatro di Corte di Vienna. Nel 1785 Schröder assunse di nuovo la gestione del teatro fino al suo pensionamento nel 1798. Tuttavia, il teatro andò in fallimento, dal quale si ritrovò di nuovo chiamato a contribuire alla sua riabilitazione. Morì nel 1816.
Contribuì, con Abel Seyler, a portare William Shakespeare nella scena tedesca. Dramatische Werke con un'introduzione di Tieck, furono pubblicati in quattro volumi (Berlino, 1831).